# 薩克薩蓬塔山
11°36′32″S 76°22′49″W / 11.60889°S 76.38028°W
薩克薩蓬塔山（Shaqsha Punta），是秘魯的山峰，位於該國中南部利馬大區，由瓦羅奇里省的卡蘭波馬區負責管轄，屬於安地斯山脈的一部分，海拔高度4,800米。